# (11045) 1990 HH1
(11045) 1990 HH1 es un asteroide perteneciente al cinturón de asteroides, región del sistema solar que se encuentra entre las órbitas de Marte y Júpiter.
Fue descubierto el 26 de abril de 1990 por Eleanor F. Helin  desde el Observatorio Palomar.

## Designación y nombre
Designado provisionalmente como 1990 HH1.

## Características orbitales
1990 HH1 está situado a una distancia media del Sol de 2,656 ua, pudiendo alejarse hasta 3,121 ua y acercarse hasta 2,192 ua. Su excentricidad es 0,175 y la inclinación orbital 12,790 grados. Emplea 1581,44 días en completar una órbita alrededor del Sol.
Pertenece a la familia de asteroides de (15) Eunomia.

## Características físicas
La magnitud absoluta de 1990 HH1 es 13,89. Tiene 4,932 km de diámetro y su albedo se estima en 0,289.